# Ulica Mikołowska w Tychach

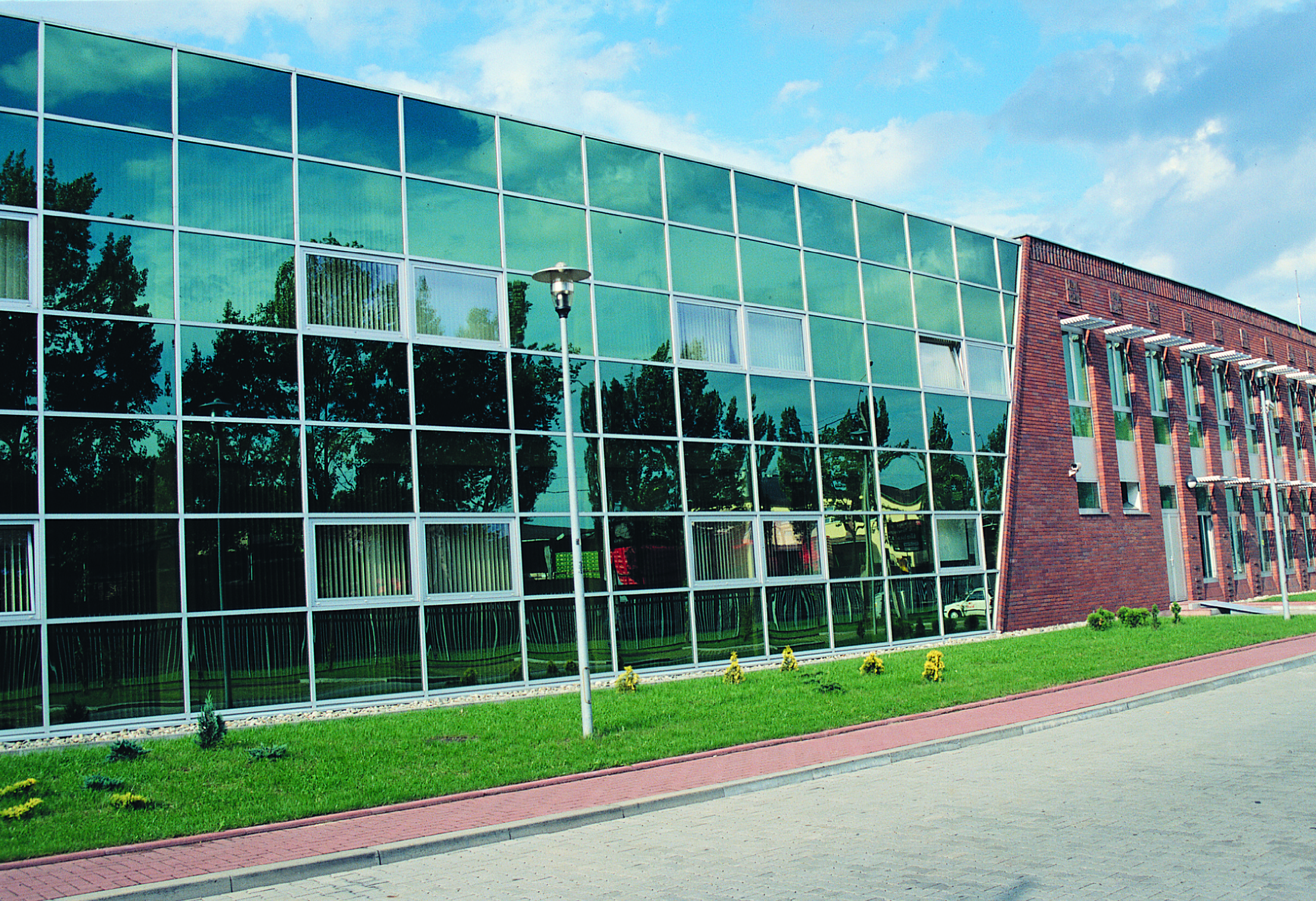
ul. Mikołowska – Browar Książęcy – nowa część

Ulica Mikołowska w Tychach – jedna z głównych arterii komunikacyjnych Tychów.

## Opis
Ulica Mikołowska w Tychach na całej swojej długości stanowi część drogi krajowej nr 44. Jest drogą jednojezdniową oprócz wiaduktu nad torami kolejowymi w Wilkowyjach, oraz krótkiego odcinka przy samej granicy miasta z Mikołowem. Stanowi główną drogę wylotową z Tychów w kierunku zachodnim. Jadąc przez Mikołów w kierunku Gliwic można dojechać do autostrady A4.
Nazwa ulica Mikołowska ma ścisły związek z przelotem przez miasto w kierunku Mikołowa.
Przy ul. Mikołowskiej zlokalizowane są następujące historyczne obiekty, wpisane do rejestru zabytków:
- stodoła drewniana (ul. Mikołowska 177), pochodząca z XIX wieku (nr rej.: 672/66 z 28 maja 1966; obecnie nie istnieje);
- Browar Książęcy z wieków XVIII−XX oraz piwnice składowe „Ameryka” i „Toszek” (nr rej.: 670/66 z 28 maja 1966).

Również przy skrzyżowaniu ul. Mikołowskiej z ul. Powstańców mieści się BOSCH-SERVICE